# Ас (Диранс)
Ас (фр. Asse) река је у Француској. Дуга је 75 km. Улива се у Диранс.